# Chùm ớt

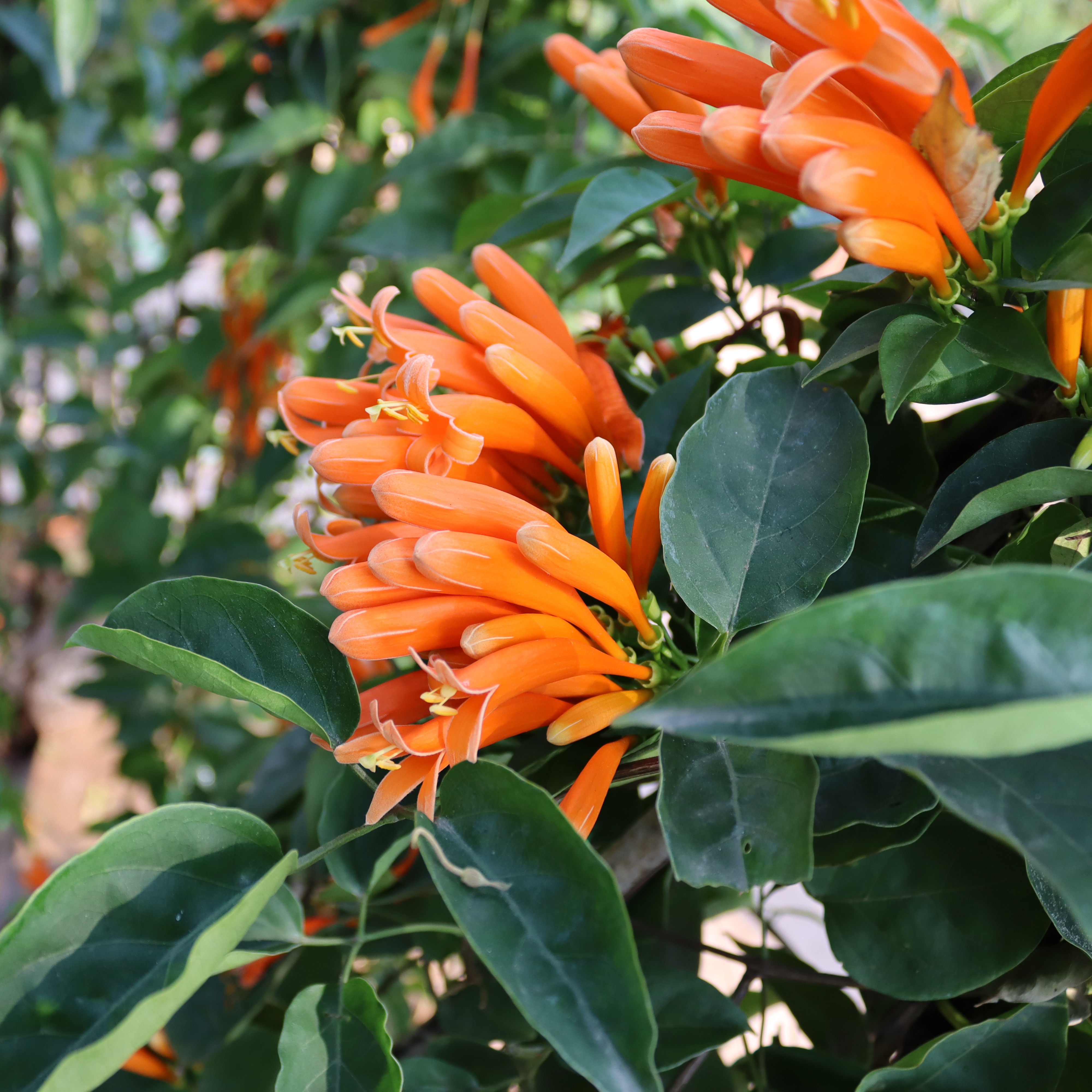
1 cây chùm ớt (rạng đông) đang hoa

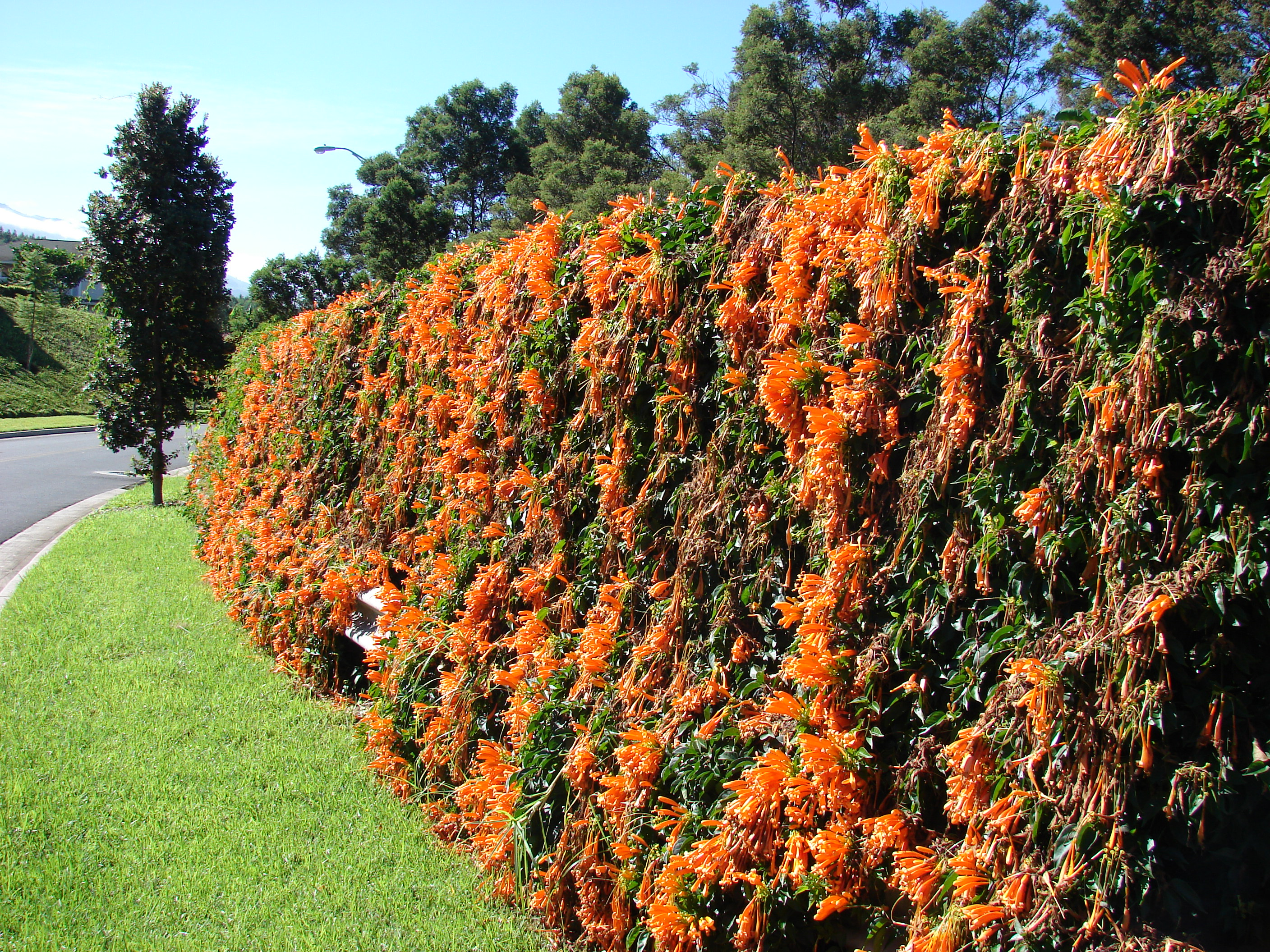

Pyrostegia venusta là một loài thực vật có hoa trong họ Chùm ớt. Loài này được (Ker Gawl.) Miers miêu tả khoa học đầu tiên năm 1863.